# De helm van Armata
De helm van Armata is het vierde en ook laatste deel in de reeks Elfenblauw van de Belgische schrijver Johan Vandevelde. Daarmee wordt de reeks na acht jaar definitief afgesloten. De helm van Armata verscheen midden september 2014 en werd voorafgegaan door Het juweel van Silnaris, De vallei van de goden en De Banneling.